# Allée Aimé-Césaire (Joinville-le-Pont)
Pour les articles homonymes, voir Allée Aimé-Césaire.
L’allée Aimé-Césaire est une voie de communication de la ville de Joinville-le-Pont.

## Situation et accès
L’allée Aimé-Césaire est incluse à l’intérieur du parc public communal du Parangon ; elle n’est pas accessible aux véhicules automobiles.

## Origine du nom
L’allée est baptisée d’après Aimé Césaire (1913-2008), écrivain et homme politique français, originaire de la Martinique.

## Historique
Le parc de Parangon est le site dans lequel fonctionna entre 1899 et 1917, une école pratique d’enseignement colonial.
L’inauguration de l’allée Aimé-Césaire a eu lieu le 30 avril 2011.

## Bâtiments remarquables et lieux de mémoire
Plusieurs équipements publics communaux sont desservis par l’allée Aimé-Césaire : le parc du Parangon et l’école primaire publique du Parangon. 
Un bâtiment remarquable est également accessible par l’allée : 

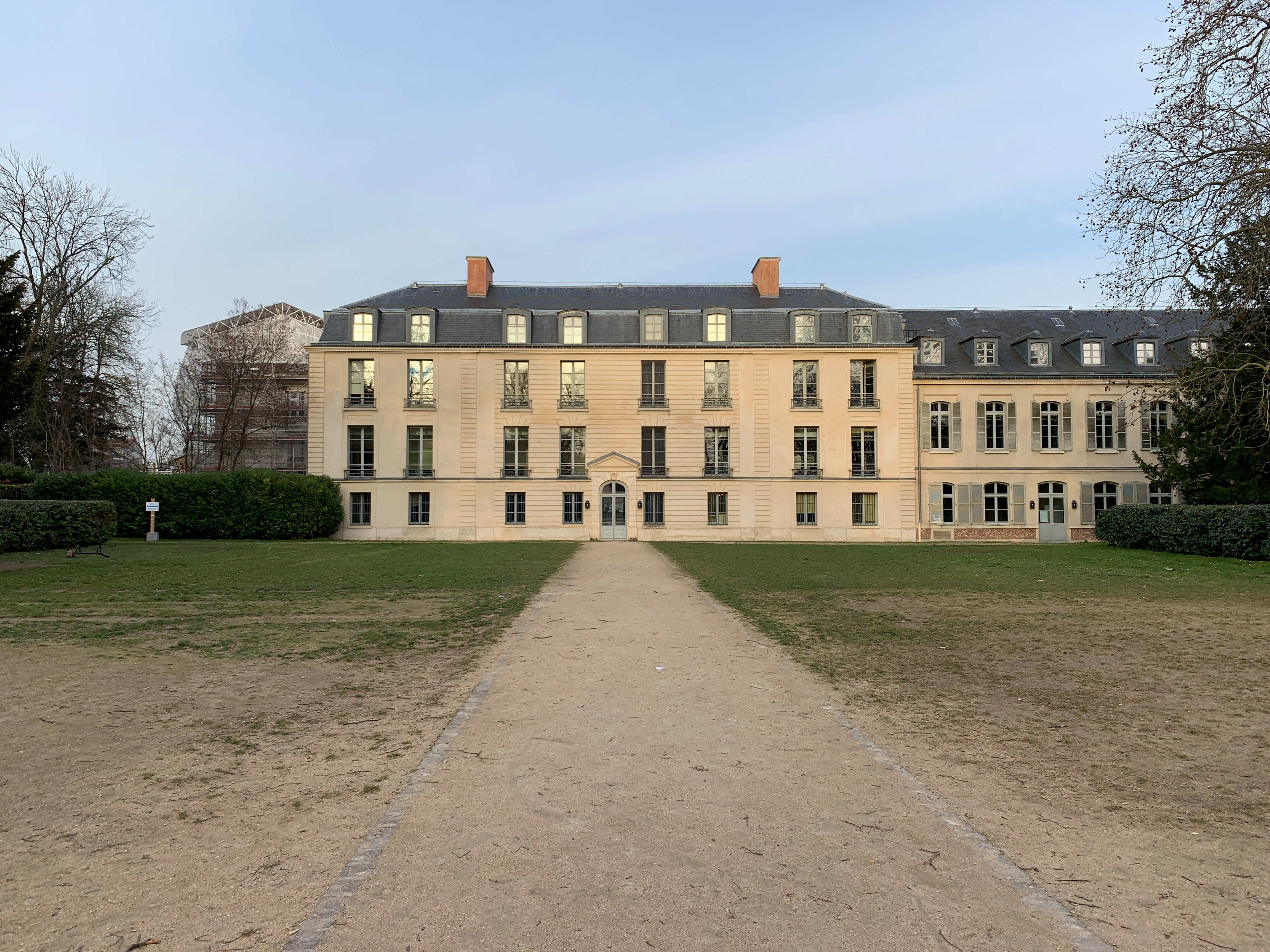
Château du Parangon
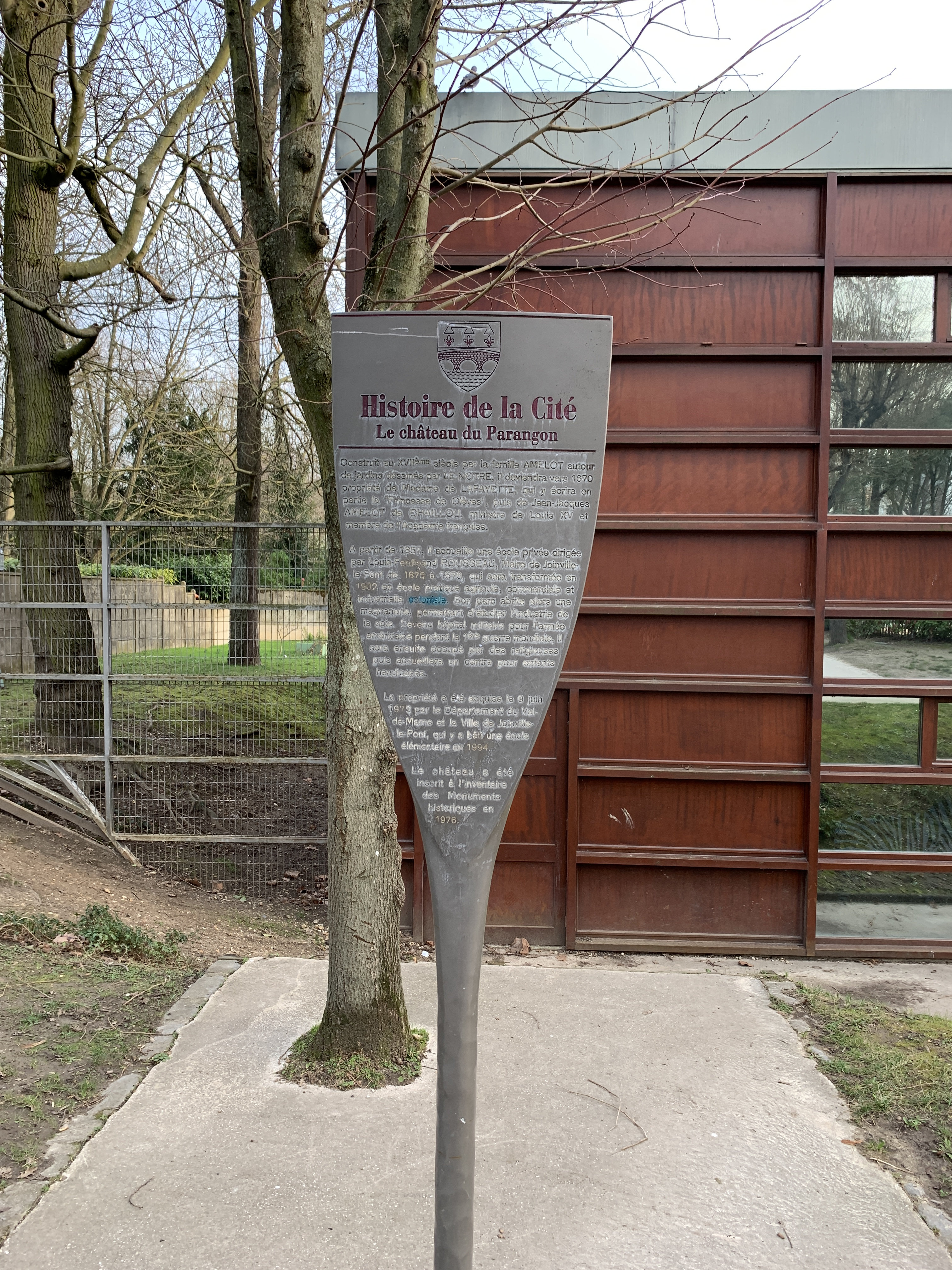
Panneau historique devant l'école du Parangon
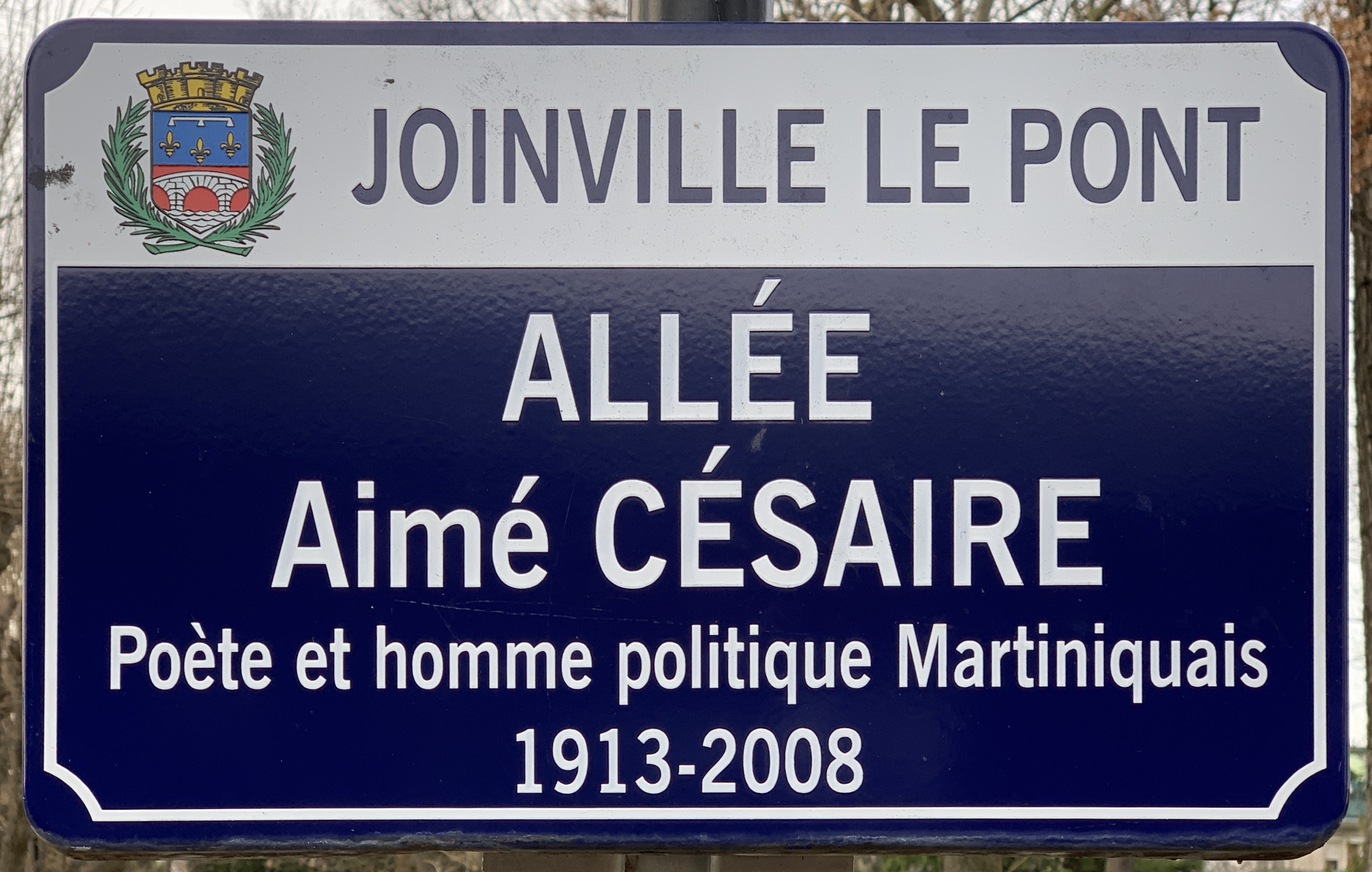
Plaque de l'allée Aimé-Césaire

- Château du Parangon
- Panneau historique devant l'école du Parangon
- Plaque de l'allée Aimé-Césaire